# Gerichtsgefängnis Weimarstraße Stuttgart

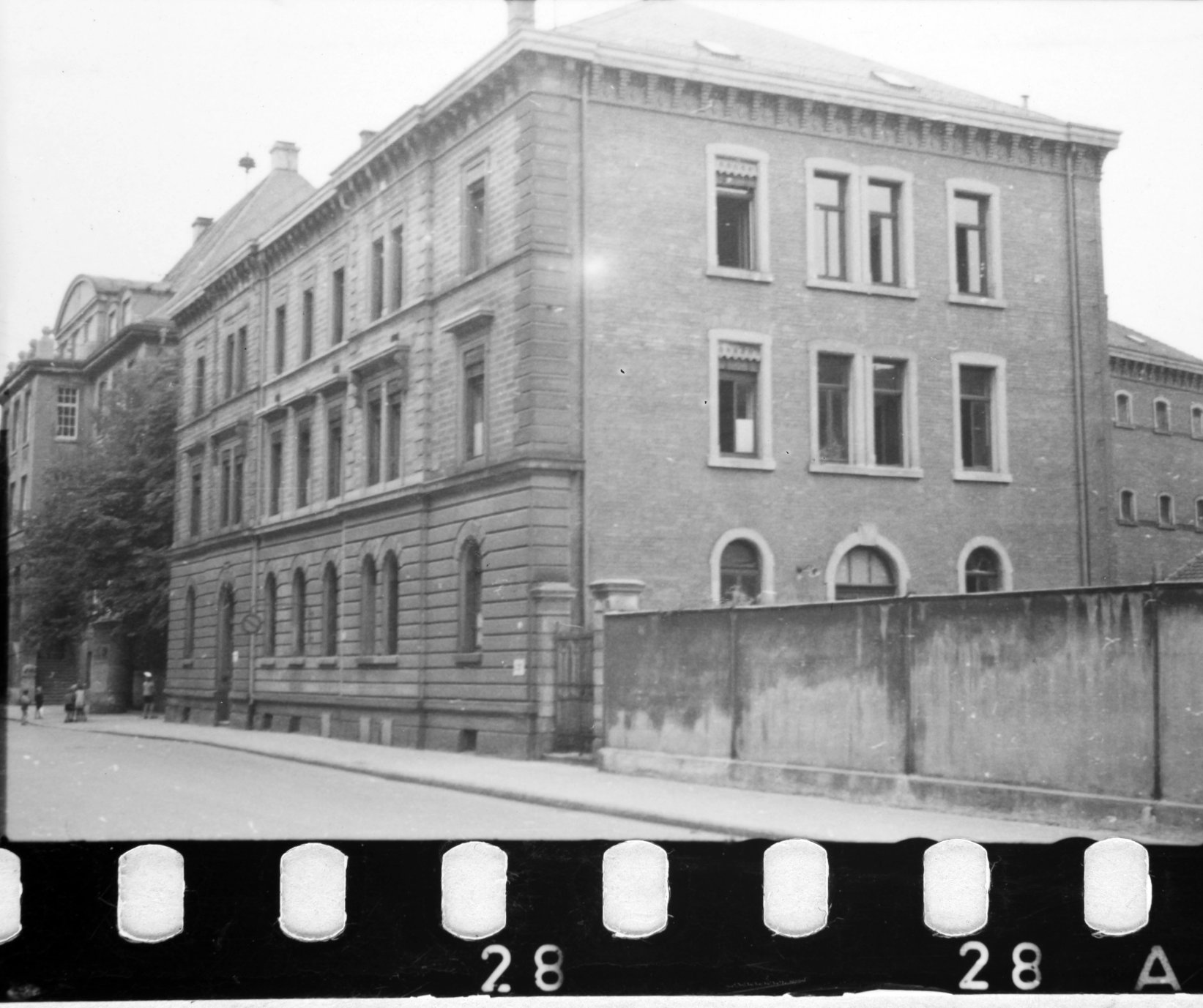
Weimarstraße 20, 1942 (aus Richtung Gutenbergstraße)

Das Gerichtsgefängnis Weimarstraße Stuttgart in der Weimarstraße 20 in Stuttgart-West wurde 1880 für die königlich württembergische Garnisonsverwaltung erbaut und bis in die 1990er Jahre von verschiedensten Behörden als Verwaltungssitz aber auch als Gefängnis genutzt. Seit dem Verkauf an einen Immobilienentwickler Ende der 2000er Jahre befinden sich dort Privatwohnungen.

## Lage
Der heute noch stehende Teil der Weimarstraße 20, der ehemalige Verwaltungsbau, liegt nordwestlich des Rotebühlbaus. Ursprünglich bestand der T-förmige, dreigeschossige Komplex aus dem an der Weimarstraße liegenden Verwaltungsgebäude und einem dahinter liegenden Arrestbau, der entlang des Jobstwegs verlief. An dieser Stelle befindet sich heute die Kantine des Finanzamts.

## Nutzungsgeschichte

### Königreich Württemberg und Weimarer Republik
Die königliche Garnisonsverwaltung reichte am 25. März 1880 einen Bauantrag für ein Arresthaus mit dazugehörigem Verwaltungsgebäude ein. Zum Zeitpunkt des Baubeginns lautete die Adresse noch verlängerte Paulinenstraße 36. Erst 1886 wurde die Straße zu Ehren des Prinzen und der Prinzessin zu Sachsen-Weimar umbenannt. Das Gebäude, das wie das Militärhospital in der Hohe Straße 27 zum erweiterten Komplex der großen Infanteriekaserne gehörte, diente bis zur Demobilisierung 1919 als Niederlassung des Reichsfiskus, als Garnisonsgefängnis und als Sitz verschiedenster Militärbehörden, unter anderem dem Oberkriegsgericht des XIII. Armeekorps. Durch die Abwicklung der benachbarten Garnison begann die schrittweise Umnutzung. Während zunächst noch die III. Abteilung des Herresabwicklungsamtes Württemberg und die Verbindungsstelle Stuttgart der Heeres-Friedenskommission beherbergt wurden, übernahm spätestens ab 1922 die Justiz einen Großteil des Baus. Da schon ab diesem Jahr Aufseherinnen im Vorderhaus wohnten, ist anzunehmen, dass der Arrestbau von Beginn der zivilen Nutzung an als Frauengefängnis fungierte.

### Zur NS-Zeit (1933–1945)
Auch in Württemberg stieg die Zahl der in Schutzhaft genommenen Regimegegner im Zuge der Reichstagsbrandverordnung stark an. Vor diesem Hintergrund ordnete der Polizeikommissar für Württemberg, Dietrich von Jagow, Anfang März 1933 an, das Gerichtsgefängnis in der Weimarstraße 20 künftig auch für weibliche „Schutzhäftlinge“ zu nutzen. Im Rahmen der ersten Verhaftungsaktion in Stuttgart, in der Nacht vom 10. auf den 11. März 1933, wurden zahlreiche kommunistische und sozialdemokratische Aktivistinnen und Aktivisten in der alten Reithalle an der Neckarstrasse gesammelt. Aus den Erinnerungen der KPD-Funktionärin Gertrud Leibbrand geht hervor, dass die Frauen von dort anschließend in die Weimarstraße gebracht wurden: 

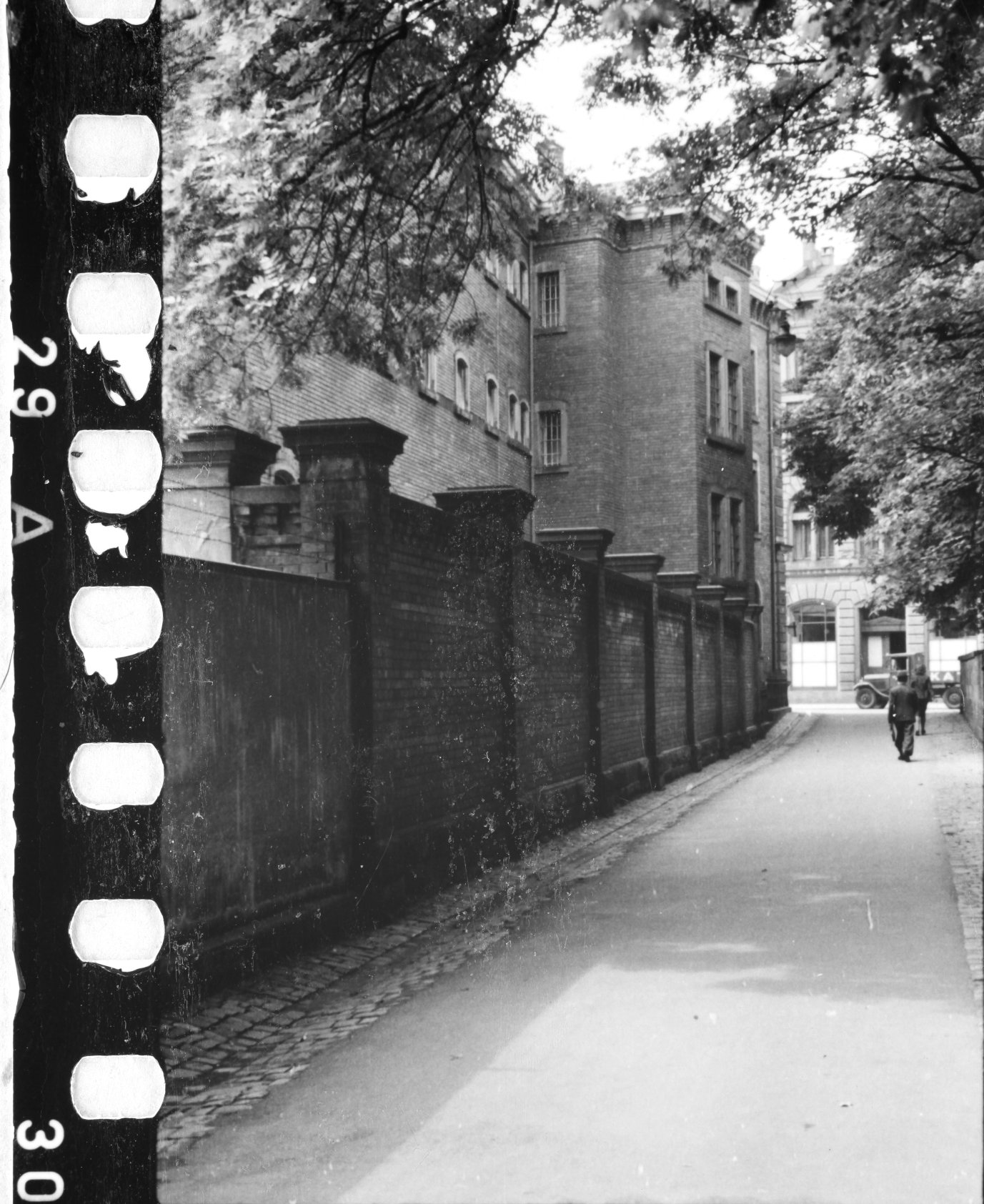
Ansicht aus dem Jobstweg

„Es war schon Abend geworden, als wir schließlich alle per Lastauto in das Frauengefängnis Weimarstraße verbracht wurden. Dort war gar nicht Platz für uns alle. Es mussten mehrere Frauen zusammen in Einzelzellen gelegt werden. Ich kam mit der alten Genossin Emilie Herkert in eine Zelle. Bei den Hofgängen konnten wir feststellen, dass immer wieder Frauen, die wir als Genossinnen kannten, neu hinzugekommen waren. Wie viele wir in der Weimarer Straße letztlich waren, kann ich nicht mehr sagen. In diesem Gefängnis waren wir bis 30. März 1933. Am nächsten Tag wurden wir auf LKW verladen und mit zugezogener Plane nach Gotteszell bei Schwäbisch Gmünd verbracht.“ 
Die mitinhaftierte Emma Greiner sprach von 53 Schutzhäftlingen, die aus der Weimarstraße abtransportiert wurden. Die amtliche Bezeichnung für die Haftanstalt lautete zu dieser Zeit „Gerichtsgefängnis Stuttgart I - Zweigstelle Weimarstrasse“. Der Hauptsitz befand sich im Justizviertel an der Urbanstrasse. Die Zuständigkeit für das Gerichtsgefängnis ging, im Zuge der Verreichlichung der Justiz am 1. April 1935, vom württembergischen Justizministerium auf den Oberlandesgerichtspräsidenten und das für politisch motivierte Straftaten zuständige Sondergericht Stuttgart über. Die Zweigstelle Weimarstrasse wurde also neben der Verwendung für Schutzhaft auch weiter für Untersuchungshäftlinge genutzt. Neben Frauen, die wegen herkömmlicher Straftatbestände wie Mord inhaftiert waren, warteten hier auch zahlreiche politische Häftlinge wie die beiden Widerstandskämpferinnen Liselotte Herrmann und Lina Haag auf ihren Prozess.

### Nachkriegszeit
Der durch Luftangriffe verursachte Schaden am Gebäude war so gering, dass alle Teile des Gebäudes, die Dienstwohnungen und Büroräume im Vorderhaus sowie die Zellen im Arrestbau, weiter genutzt werden konnten.

#### Unter US-amerikanischer Verwaltung (1945–1955)
Nachdem Stuttgart ab Juli 1945 zur amerikanischen Besatzungszone gehörte beschlagnahmte die Militärregierung das Gebäude, um dort das Hauptquartier und Gefängnis der Militärpolizei einzurichten, sowie eine Dienststelle des Counter Intelligence Corps. Die vom CIC genutzten 14 Zellen im 2. Stockwerk wurden allerdings schon am 30. Juni 1948 dem Polizeipräsidium Stuttgart zur Unterbringung männlicher Inhaftierter überlassen. Grund für diese Überlassung waren die untragbaren Verhältnisse im bisherigen Polizeigefängnis Hotel Silber.

##### Friedrich Mußgay
Ein namentlich bekannter Häftling aus der frühen Nachkriegszeit war Friedrich Mußgay, der letzte Leiter der Stuttgarter Gestapo. Mußgay, der schon vor Kriegsende auf der Kriegsverbrecherliste der Alliierten stand, erhängte sich am 3. September 1946 in seiner Zelle.

##### Siegfried Kabus
Am 19. Oktober 1946 explodierte vor dem Gebäude Weimarstraße 20 ein Sprengsatz, welcher Teile des Gebäudes beschädigte. Die für den Anschlag verantwortliche Gruppe, wurde am 3. Januar 1947 in der Weimarstraße 20 verurteilt. Der Kopf der Gruppe, Siegfried Kabus, wurde zum Tode verurteilt. 1948 wurde dieses Urteil in lebenslange Haft umgewandelt und schließlich wurde er 1953 auf Bewährung entlassen.

#### In Hand deutscher Behörden (1956–2007)
Am 7. Dezember 1955 gaben die amerikanischen Streitkräfte das Gefängnis für das Polizeipräsidium Stuttgart frei. Ab 1956 wurde es weiter als Haftanstalt genutzt. 

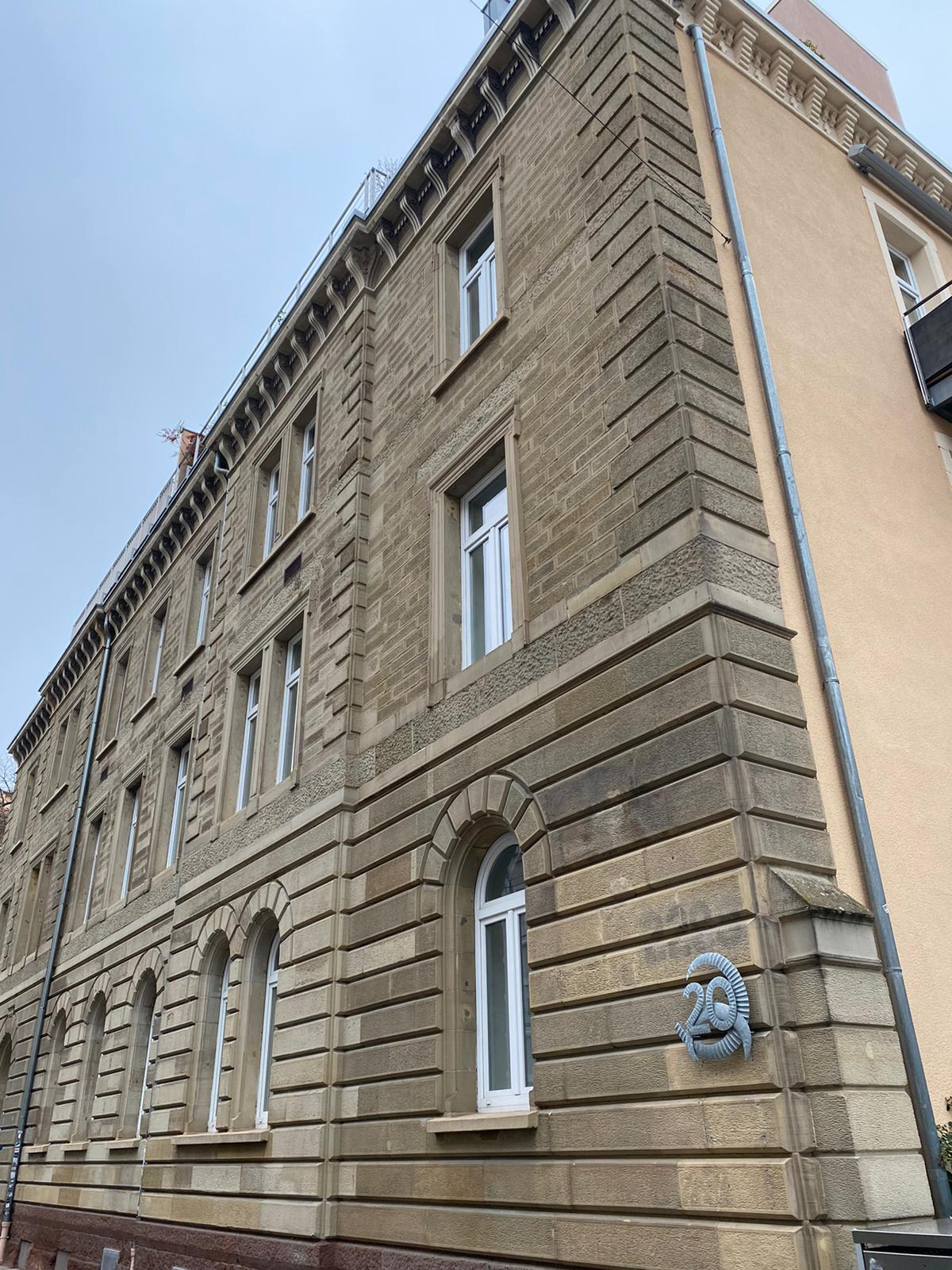
Weimarstraße 20 (Jahr 2020)

Um 1985 wurde die Weimarstraße 20 vom Sozialministerium genutzt, hierbei wurden Teile des Gebäudes in Büroräume umgebaut.

#### Private Nutzung (2007–heute)
Im Jahr 2007 wurde die Weimarstraße 20 an die Immobilienfirma „Profi Plan“ versteigert. Es wurden viele Teile des Gebäudes erneuert und verändert, allerdings gab es auch Teile wie Böden, die nicht verändert wurden.